# Psykiatriska museet, Västervik
Psykiatriska museet är ett museum i Västervik som berättar om den psykiatriska vården på orten under 1900-talet. 
Museet ligger i Gertrudsvik, och är en av byggnaderna tillhörande före detta Norra sjukhuset (Västerviks hospital/Sankta Gertruds sjukhus). Museet flyttade in i de nuvarande lokalerna 2002. Byggnaden var ursprungligen personalmatsal och personalbostad, senare blev det vårdavdelning Avd 21 vänster och efter det lokaler för socioterapin. Dåvarande ägaren Landstinget i Kalmar län gjorde en stor renovering av byggnaden, och återställde den i ursprungligt skick. Hela sjukhusområdet, inklusive Psykiatriska museet, såldes 2004 till en privatperson.
På museets nedervåning berättas om vården och om alla avdelningar som krävdes för att sjukhuset skulle fungera, till exempel maskinavdelning, kök, tvätt, bageri, jordbruk, djurhållning, hantverkare, kyrka och kyrkogård. Här finns också föremål som tidigare fanns på Fasta paviljongens lilla museum. På övervåningen visas bland annat ett patientrum och ett bostadsrum för personal. Här finns också en stor monter med idrottstroféer och pokaler från S:ta Gertruds Gymnastik- och Idrottsförening. Landstinget i Kalmar län hyr museilokalerna av Gertrudsvik Fastigheter AB och upplåter gratis huset till den ideella Psykiatriska museets stödförening, som svarar för själva driften. Psykiatriska museets stödförening är medlem i Arbetslivsmuseernas samarbetsråd (ArbetSam).